# Jiashatao
Jiashatao (chinesisch 夾砂陶 / 夹砂陶, Pinyin jiāshātáo, englisch sandy pottery; sandy ware; sand-embedded pottery; sand-mixed pottery; sand-tempered pottery; etc. – „Töpferwaren aus mit Zusätzen von Sand vermischtem Ton“) ist ein chinesischer archäologischer Fachbegriff bzw. ein Begriff aus der chinesischen Töpferei. Jiashatao sind Töpferwaren aus mit Zusätzen von Sand vermischtem Ton.
Diese sind bereits in der Jungsteinzeit weit verbreitete Töpfereierzeugnisse, wobei solche mit rotem Ton (hóngtáo 红陶) und grauem Ton (huītáo 灰陶) am häufigsten anzutreffen sind. Der Grund, warum sie jiashatao („mit Sand vermischte Tonwaren“) genannt werden ist, weil die Erde für die ungebrannte Tonware mit vielen Sandkörnchen vermischt wird. Durch die Zugabe von Sand erscheint die ungebrannte Tonware grobkörnig und locker. Jiashatao wird hauptsächlich für die Herstellung von Kochgefäßen (chuīqì 炊器) verwendet, auch für Trink- und Essgefäße, außerdem für Ritualgegenstände.
Wenn auf diese Weise mit Sand vermischte Kochgefäße verwendet werden, platzt der im Brennholz stehende Kochtopf nicht leicht, ähnlich wie bei dem heute verwendeten shaguo-Tonkochtopf  (shāguō 砂锅/砂鍋). Jiashatao wurde wahrscheinlich in der Zeit des ersten Auftretens der Töpfereierzeugnisse verwendet, in ganz China wurden an vielen Stätten Zeugnisse dafür entdeckt (siehe unten).
Es blickt auf eine lange Geschichte zurück und ist eine weitverbreitet gebrauchte frühe Töpfereitechnik. Im Kreis Jingxi (Bose) im Autonomen Gebiet Guangxi der Zhuang wird das Verfahren von den Zhuang angewandt. Die Jiashatao-Töpferei ist besonders im Westen Chinas verbreitet.

## Neolithischejiashatao-Fundstätten in China
An folgenden neolithischen Stätten in China wurden jiashatao-Töpferwaren entdeckt (Auswahl). In Klammern befinden sich einige, verschiedensten chinesischen archäologischen Texten entnommene jiashatao-Gefäßbenennungen:
- Banshan-Fundstätte (jiāshātáoguàn 夹砂陶罐)
- Beixin-Stätte (jiāshāhuánghètáo 夹砂黄褐陶)
- Cishan-Kultur (jiāshācūhóngtáo 夹砂粗红陶)
- Erlitou-Fundstätte (jiāshāchángfùguàn 夹砂长腹罐)
- Houli-Kultur (jiāshātáo 夹砂陶)
- Majiabang-Kultur (jiāshā- 夹砂 und nízhìhóngtào 泥质红陶)
- Peiligang-Kultur (jiāshācūhóngtáo 夹砂粗红陶)
- Qijia-Kultur (jiāshāhóngtáo 夹砂红陶)
- Shajing-Kultur Typ (jiāshā hóngtáo 夹砂红陶)
- Xindian-Kultur (jiāshāhóngtáo 夹砂红陶)
- Xinglongwa-Kultur (陶器均夹砂，绝大多数有“之”字纹 …)
- Xinle-Kultur (陶器多夹砂陶，纹饰以压印“之”字形线纹)
- Yangshao-Kultur (夹砂红褐陶)
- Zhuwuyan (朱屋岩)[4]

## Engl. Fachbegriffe
- red sandy-ware pottery
- fine-clay sandy-ware pottery
- gray sandy-ware pottery
- fine-clay black surface pottery
- fine-clay mixed with shell powder pottery[5][6]

### Hauptquelle
- Taoqi de zhizuo yu pinzhong (jiashatao) 陶器的制作与品种 (夹砂陶)

### Weitere Weblinks
- Zhongguo taoqi de faming yu zaoqi taoqi 中国陶器的发明与早期陶器 - Chinesisch
- Chen Xingcan: Searching for the Earliest Neolithic Cultures in China -- from the Perspective of Ceramics
- Jiashatao zhuizuding 夹砂陶锥足鼎
- Jiashatao - Chinesisch
- Xinshiqi Shidai taoqi - Pottery of the Neolithic Age - Chinesisch
- 瓷器欣賞 Chinese Ceramics - Chinesisch/Englisch
- Jiashatao zhizuo gongyi - Zhuang im Kreis Jingxi (Bose/Baise), Guangxi - Chinesisch
- The first report on excavations of a Neolithic site in Anhui---------Xuejiagang in Qianshan - Englisch